# Thomas Müntzer
Thomas Müntzer (magyarosan: Münzer Tamás) (Stolberg, 1488/1489 – Mülhausen, 1525. május 27.) német vértanú, radikális reformátor, forradalmár, apokaliptikus prédikátor, aki részt vett az 1524–25-ös türingiai parasztháborúban. Korábban Ágoston-rendi teológiatanár és plébános volt.
Lutherrel ellentétben Müntzer kiállt a parasztok erőszakos felszabadítása mellett, és saját maga is harcolt. Agitátorként és felkelések előmozdítójaként dolgozott Türingiában, ahol egy templom papja volt. A német parasztháború frankenhauseni csatája után 1525-ben elfogták, Mühlhausenben megkínozták és nyilvánosan lefejezték.

## Életpályája
Fiatal éveiről nagyon keveset tudunk, kivéve azt, hogy a Harz-hegységben élt. Neve azonban szerepel a lipcsei egyetem 1506-os könyvében, 1512-ben pedig a Frankfurt an der Oderi Egyetemre járt, majd megszerezte a tudományok mestere és a teológia bachelor fokozatát. A latin, a görög és a héber nyelvek szakértője, valamint az ókori és humanista irodalom – de különösen a Biblia könyveinek – kiváló tudósa lett.
1514-ben Halberstadtban szentelték pappá, majd Braunschweigban szolgált és tanított. 1517 és 1519 között megszakításokkal Wittenbergben folytatta tanulmányait és itt került kapcsolatba az előreformáció eszméivel. 1520 májusától Luther Márton ajánlása nyomán Zwickauban prédikált. 
Radikális eszméi miatt 1521 áprilisában elmozdították hivatalából és elűzték a városból, az ún. zwickaui prófétákkal együtt. Ezután Prágában, 1523-tól Allstedtben, majd a türingiai Mühlhausenben, Nürnbergben, Bázelben és újra Mühlhausenben tevékenykedett. Nyíltan agitált Luther Márton ellen, és szembefordult a fennálló társadalmi renddel. Azt vallotta, hogy a kiválasztottak közvetlenül a Lélek révén kapják Isten igéjét, tehát az Írás csak másodlagos. Vasárnapi prédikációit munkások és bányászok hatalmas tömegei hallgatták.
„Krisztus hírnökeként” Jézus ezeréves birodalmának, az igazság országának helyreállítására népi teokráciát hozott létre, és ezzel a Luther és a német fejedelmek által kegyetlenül üldözött anabaptizmus egyik vezéralakjává vált. Elutasította a gyermekkeresztséget és mind a katolikus, mind az evangélikus egyház szervezeti kereteit.
1525-ben a törvénykezés reformját, a földesúri önkény visszaszorítását, szabad lelkészválasztást követelő parasztfelkelés mellé állt híveivel együtt. 
Május 25-én Frankenhausen mellett a parasztokból, bányászokból és városlakókból álló hadsereg súlyos vereséget szenvedett, maga Münzer megszökött, de elfogták és megkínozták. Rövid ideig a heldrungeni vártoronyban raboskodott, búcsúlevelét írta a felkelőknek, felszólítva őket, hogy hagyják abba a további vérontást. Május végén Mühlhausen város kapujában lefejezték. Testét felszeletelték, fejét pedig egy karóra tűzték.

## Munkássága és hatása
A radikális reformáció egyik áramlatának volt képviselője. Szerepe volt a német parasztháborúban. Az észak-közép német területek egyik részén parasztbanda vezetője volt. A parasztok számára elővette a bibliai képeket, életre keltette őket, és azt mondta: amiképp minden kereszténynek szellemileg szabadnak kell lennie, úgy gazdaságilag és politikailag is mindenkinek egyenlőnek és szabadnak.
Azt prédikálta a parasztoknak, hogy a korabeli gazdag emberek valójában azok a gonoszok, akiknek pusztulásáról a Jelenések könyve jósol. Parasztok ezrei követték. Müntzer biztosította követőit, hogy a földbirtokosok, az uralkodók és a korabeli vezetők elleni küzdelmük Isten által elrendelt küzdelem és az ezt követő háborúban Isten közbelép. Amikor 1525-ben megtörtént a felkelés végső leszámolása, Müntzer még az utolsó pillanatban is biztosította őket, hogy Krisztus beavatkozik az oldalukon. Ez a Jelenések könyvében megjövendölt apokaliptikus pillanat. Himnuszokat énekeltek, szó szerint dicsőséges diadalra vártak.
Apokaliptikus prédikációiban, írásaiban és énekeiben a német misztika visszfénye tükröződött. A misztikusokkal ellentétben azonban nem az Istennel való egyesülést kereste a földi életben, hanem a magántulajdon, papság, nemesség és fejedelmek nélküli társadalom megvalósulását. Sok kortársához hasonlóan átjárta a meggyőződés, hogy az egész kozmosz fordulóponton áll; Isten helyrehozza a világ minden hibáját, nagyrészt pusztítással, de az igaz keresztények aktív közreműködésével, amelyből az emberiség új korszaka virul ki. Egyesek szerint nem igazi misztikus volt, olyan kritériumok alapján, melyek az ún. hiteles misztikusokat jellemzik, például a transzcendenciát részesítették előnyben az immanenciával szemben.
Müntzer, illetve az anabaptizmus hatása Magyarországon Karácsony György felkelésében, illetve Dávid Ferenc eszméiben jelentkeztek. Magával a tiszta anabaptizmussal soha nem azonosult. Sokkal inkább politikai szempontból tekintett az anabaptistákra, mint vallási szempontból. Az igazi anabaptizmushoz (vagy baptizmushoz) nem volt köze.
Annak ellenére, hogy Müntzer és követői vereséget és szörnyű halált szenvedtek, öröksége nem tűnt el olyan könnyen. A későbbi generációk, különösen Németországban, hősként, proletárlázadóként tekintettek rá. A marxisták szentnek, az ügy mártírjának tekintették. Amikor a marxisták "a világ munkásai, egyesüljetek"-ről beszéltek, arról az apokalipszisről és végről szóltak, ahol a történelem a proletárállamban ér véget, ahol a munkások birtokolnak mindent és ők irányítanak.

## Művei
- Ernste sendebreff an seine lieben bruder zu Stolberg unfuglichen auffrur zu meiden (1523)
- Ordnung vnd berechnunge des Teutschen ampts zu Allstadt (1523)
- Protestation odder empietung Tome Mu(e)ntzers von(n) Stolberg am Hartzs seelwarters zu Allstedt seine lere betreffend vnd zum anfang von dem rechten Christen glawben vnnd der taufe (1523)
- Von dem gedichten glawben (1523)
- Artigkel, wye man herschen soll (1524)

### Magyarul
- A Gideon kardjával; vál., ford., jegyz., utószó Tatár György; Helikon–Európa, Bp., 1982